# Метанмонооксигеназа

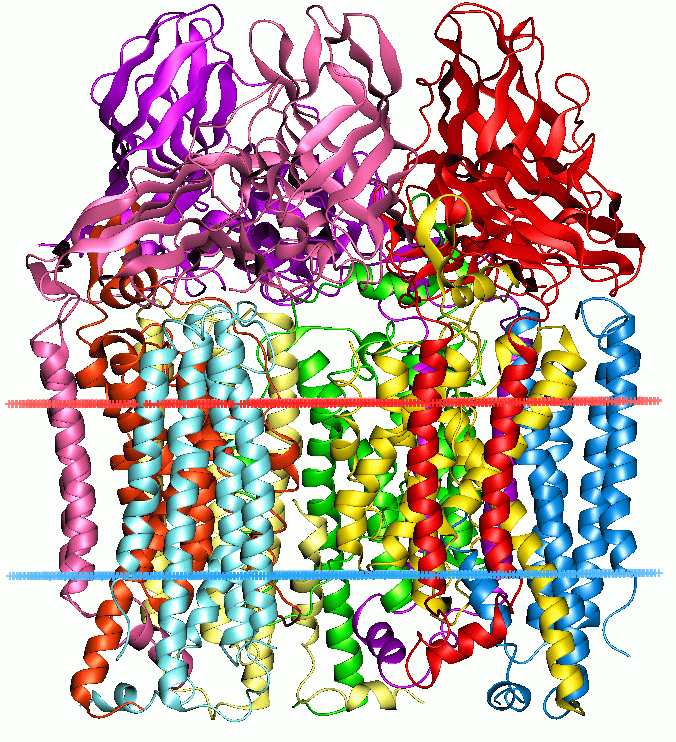
стрічкова модель ММО

Метанмонооксигеназа (ММО) — лабільна ферментна система, що здійснює окислення метану у метанотрофних бактерій. В наш час[коли?] виявлено дві ферментні системи — розчинна (sMMO) і зв'язана з мембраною (рММО). Крім метану, ММО також здатна каталізувати окиснення алканів, алкенів, ефірів, ациклічних, ароматичних і гетероциклічних сполук.
Сумарна реакція, що каталізується ММО, наступна:
CH4 + O2 + NAD(P)H + H+ → CH3OH + H2O + NAD(P)+
Розчинна sMMO є трикомпонентною системою і складається з гідроксилази (А), редуктази (С) і компоненту B. Білок А (250 кДа) є центром каталітичної активності і містить два киснезв'язуючих диїронових (2 Fe) кластера. Білок З — редуктаза (38,5 кДа) — мономерний поліпептид, що містить ФАД і FeS-кластер. Останній переносить електрони з НАДФН на диїроновий кластер гідроксилази. Компонент B (15 кДа) — мономірний поліпептид, що не містить іонів металу або кофакторов та є регуляторним білком.
Менш вивчений зв'язаний з мембраною метанмонооксигеназний комплекс. Зв'язана з мембраною метанмонооксигеназа рММО Methylosinus trichosporium — трьохкомпонентна ферментна система, що складається з розчинного СО-зв'язуючого цитохрома з (13 кДа), Cu-містячого білка (47 кДа) і білка масою 9,4 кДа. Ефективними донорами електрону для ферменту в безклітинних екстрактах є метанол (у присутності метанолдегидрогенази) або аскорбат, який безпосередньо відновлює СО-зв'язуючий цитохром с, істотно важливий для функціонування рММО. НАДН у свою чергу є ефективним донором електронів для рММО.